# Katro

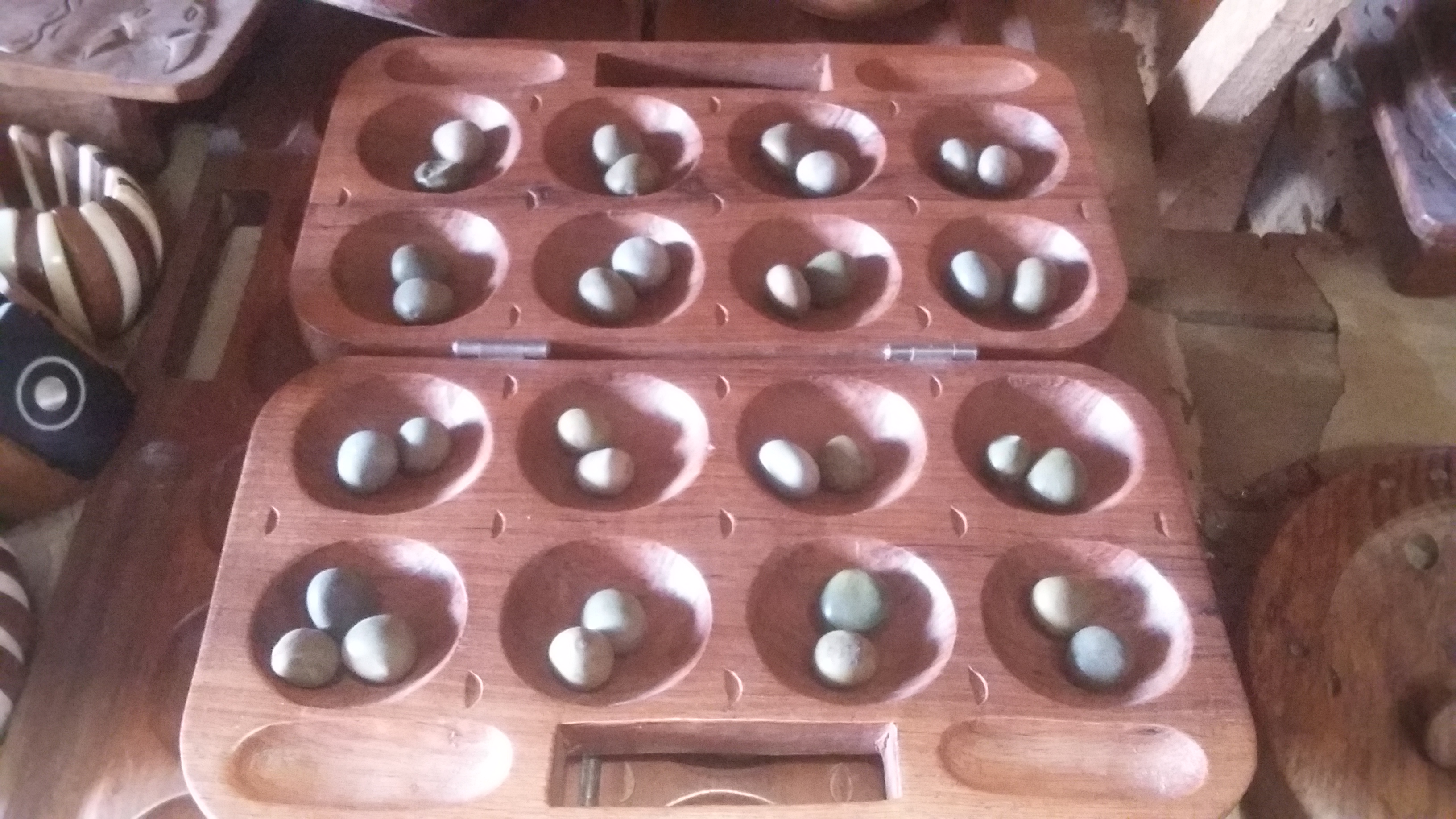
Katro

Il katro è un gioco astratto della famiglia dei mancala, giocato dalla popolazione dei Betsileo nella provincia di Fianarantsoa, in Madagascar. Il gioco fu per la prima volta descritto da Alexander de Voogt nel 1998. È un mancala con molte peculiarità, fra i più impegnativi della famiglia.

## Regole

### Tavoliere e disposizione iniziale
Il tavoliere del katro ha dimensioni insolite per un mancala: comprende 6 file di 6 buche. Ciascun giocatore controlla le 3 file più vicine a sé. All'inizio del gioco, due semi o pietre vengono piazzati in ogni buca.

### Turno
Al proprio turno, il giocatore sceglie una buca della fila più esterna in cui è presente almeno una buca non vuota. Preleva tutti i semi dalla buca e inizia una semina, confinata alle proprie file, che può procedere in uno di due modi. Si consideri il seguente schema:
```
a b c d e f
l k j i h g
m n o p q r
M N O P Q R
L K J I H G
A B C D E F
```

La semina del giocatore a sud può procedere secondo la sequenza
```
A B C D E F G H I J K L M N O P Q R A B C....
```

oppure secondo la sequenza
```
F E D C B A L K J I H G R Q P O N M F E D....
```

La semina è "a staffetta" (se l'ultimo seme cade in una buca occupata, tutti i semi vengono prelevati da tale buca e la semina continua).
Se l'ultimo seme di una semina cade in una buca vuota, questo può dar luogo a una cattura sotto le seguenti condizioni:
1. la buca è nella fila più interna che contiene buche non vuote;
2. sulla stessa colonna c'è una buca avversaria non vuota che appartiene alla fila avversaria più interna che contiene buche non vuote

In questo caso, i semi contenuti nella buca avversaria in questione vengono prelevati e seminati dal giocatore di turno, che prosegue con essi la propria semina. Anche il seme che ha portato alla cattura viene prelevato e riseminato insieme ai pezzi catturati.

### Fine del gioco
Quando un giocatore ha catturato tutti i semi avversari, vince la partita.